# PBX
PBX (od ang. private branch exchange), centrala abonencka – centrala telefoniczna zarządzana przez użytkownika, zwykle przedsiębiorstwo lub instytucję, tworząca wewnętrzną sieć telefoniczną przedsiębiorstwa i połączona najczęściej kilkoma liniami z centralą operatora telekomunikacyjnego. Centrala PBX umożliwia zatrzymanie w sieci telefonicznej przedsiębiorstwa wewnętrznych rozmów pracowników przedsiębiorstwa, a jednocześnie obsługę normalnego ruchu telefonicznego, to znaczy rozmów przychodzących z zewnątrz przedsiębiorstwa i rozmów wychodzących na zewnątrz.
Centrale PBX używane są w przedsiębiorstwach (instytucjach) zatrudniających większą liczbę osób, w których znaczna część rozmów telefonicznych to rozmowy wewnętrzne między pracownikami przedsiębiorstwa.
Zastosowanie centrali pozwala znacznie zaoszczędzić liczbę linii telefonicznych, a co za tym idzie, zredukować koszty. Obecnie centrale PBX są zastępowane przez centrale IP (nie wymagają one linii telefonicznych, tylko szerokopasmowych łączy internetowych), rozmowy wychodzące są prowadzone poprzez VoIP, co wydatnie obniża koszty.
Nowoczesne centrale abonenckie pozwalają na integrację różnego rodzaju sieci telefonicznych: począwszy od analogowej sieci publicznej, poprzez cyfrową aż po rozwiązania VoIP czy GSM. Posiadają wiele funkcji, które pozwalają na zaawansowaną kontrolę kosztów połączeń telefonicznych, w tym automatyczne trasowanie połączeń, restrykcje dla poszczególnych użytkowników lub grup użytkowników.
Wielu producentów central, między innymi Panasonic i Siemens, oferuje przystosowane do nich aparaty telefoniczne.

## Historia
Pierwotnie stosowane centrale telefoniczne obsługiwane ręcznie (pracownicy centrali zestawiali połączenia, wtykając kable w odpowiednie gniazda centrali) określane były jako PMBX (ang. private manual branch exchange). Ręczne centrale zostały stopniowo zastąpione centralami elektromechanicznymi, a następnie elektronicznymi centralami PABX (ang. private automatic branch exchange). Dziś centrale PMBX są rzadko spotykane. Nazwa PABX jest używana wymiennie z PBX.